# Yom Huledet
 (хебр. יום הולדת; у преводу Рођендан) билингуална је хебрејско-енглеска песма која је у извођењу групе Еден представљала Израел на Песми Евровизије 1999. у Јерусалиму. Музику и текст за песму заједно су написали Моше Дац, Габријел Батлер, Јаков Ламај и Џеки Овед. 
Песма је жанровски у поп-денс стилу са израженим оријенталним елементима и говори о рођенданима и прославама које се праве тим поводом. Израелска песма је у Јерусалиму изведена у финалној вечери 29. маја као 19. по реду, а са освојена 93 бода заузели су укупно 5. место. 
Како су чланови групе, браћа Еди и Габријел Батлер пореклом афроамерички Јевреји, био је то први пут да су Израел на Евросонгу представљали извођачи хтамније пути. 

## Поени у финалу
| 12 поена | 10 поена                     | 8 поена                            | 7 поена                                   | 6 поена                         |
| -------- | ---------------------------- | ---------------------------------- | ----------------------------------------- | ------------------------------- |
| —        | Француска · Пољска · Кипар · | Шпанија · Хрватска · Португалија · | Немачка ·                                 | Малта ·                         |
| 5 поена  | 4 поена                      | 3 поена                            | 2 поена                                   | 1 поен                          |
| —        | Холандија · Естонија ·       | Белгија · Турска · Шведска ·       | Норвешка · Данска · Босна и Херцеговина · | Словенија · Исланд · Аустрија · |